# Groß-Bieberau

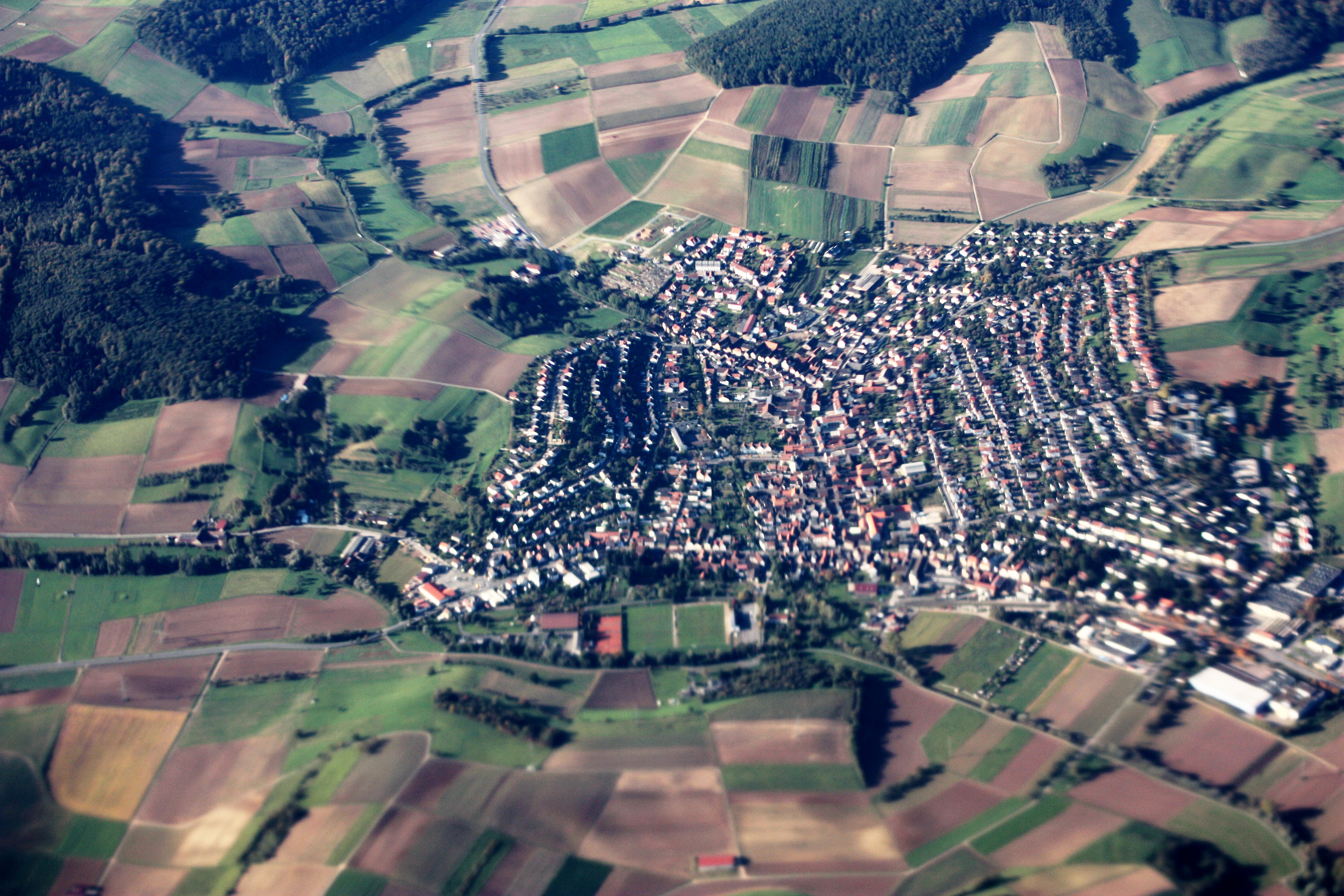
Luftaufnahme von Groß-Bieberau (2010)

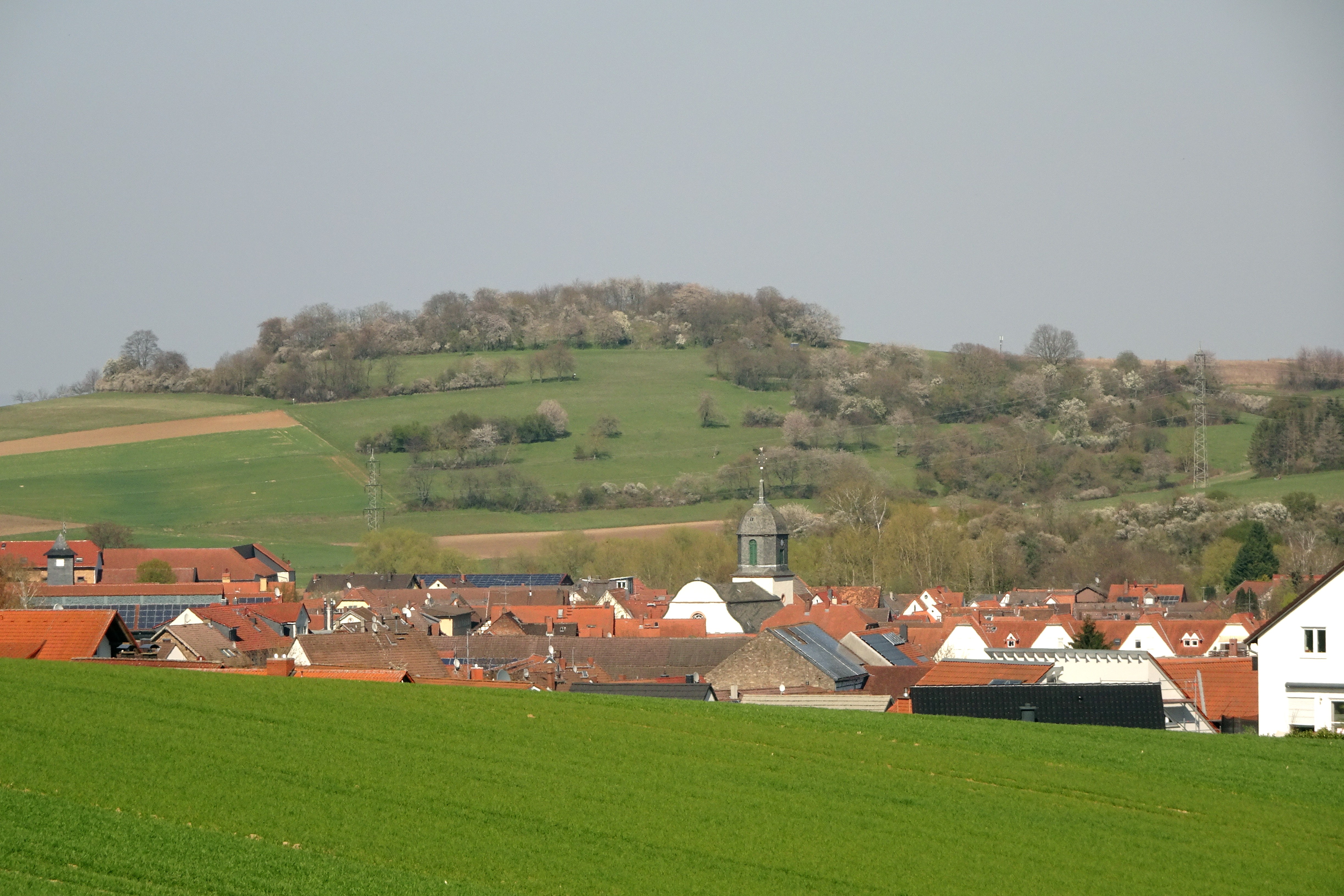
Groß-Bieberau von Süden mit NSG Forstberg von Ueberau (2020)

Groß-Bieberau (im lokalen Dialekt: Biwera) ist eine Stadt im südhessischen Landkreis Darmstadt-Dieburg am Nordrand des Odenwalds.
Im Jahre 787 wurde Groß-Bieberau erstmals urkundlich erwähnt. Seit 1312 hat Groß-Bieberau Stadtrechte. Im Mittelalter bestand hier eine der 30 Wildhuben des Wildbannes Dreieich, welchem auch die umliegenden Wälder angehörten.

## Geografie

### Geographische Lage
Groß-Bieberau liegt im Übergangsbereich der Naturräume Vorderer Odenwald und Reinheimer Hügelland in der Gersprenzniederung, am linken, westlichen Ufer des Flusses ca. 12 km südlich von Darmstadt. Durch Groß-Bieberau fließt der Fischbach, der östlich der Stadt in die Gersprenz mündet. Die höchste Erhebung befindet sich im Südwesten des Stadtgebiets auf ca. 370 m ü. NHN über den Wäldern am Nordwesthang des Berges Altscheuer, knapp unterhalb des Ringwalls der Heuneburg. Die Kernstadt besteht aus der Gemarkung Groß-Bieberau. In dieser liegen die Siedlungsplätze Hippelsbach und Ruthsenmühle.

### Stadtgliederung
Südwestlich von Groß-Bieberau liegt der Stadtteil Rodau. Im südöstlichen Teil der Gemarkung hat Groß-Bieberau Anteil am Weiler Hippelsbach, der als eigener Ortsteil gilt.

### Natur und Schutzgebiete
Die Gemarkungsfläche mit ihrem fruchtbaren Lößboden wird überwiegend landwirtschaftlich genutzt. Groß-Bieberau zählt zum Geo-Naturpark Bergstraße-Odenwald. Nordöstlich von Groß-Bieberau liegt an der Grenze zur Gemarkung Ueberau das Naturschutzgebiet „Forstberg von Ueberau“. Es ist eine Vulkankuppe mit artenreichen Magerwiesen und Streuobstbeständen.
Große Teile der Waldgebiete in den Gemarkungen Groß-Bieberau und Rodau gehören zum Natura2000-Gebiet „Buchenwälder des Vorderen Odenwaldes“ (FFH-Gebiet 6218-302)
In der Gemarkung von Rodau befindet sich innerhalb des FFH-Gebiets das flächenhafte Naturdenkmal „Granitfelsen-Felsenmeer Steingeröll“ am Hang des Berges Altscheuer.

### Nachbargemeinden
Groß-Bieberau grenzt im Norden an die Stadt Reinheim, im Osten an die Gemeinde Brensbach (Odenwaldkreis), im Süden an die Gemeinde Fischbachtal sowie im Westen an die Gemeinde Modautal und die Stadt Ober-Ramstadt.
| Ober-Ramstadt | Reinheim                                    | Reinheim  |
| Modautal      | Kompassrose, die auf Nachbargemeinden zeigt | Brensbach |
| Fischbachtal  | Fischbachtal                                | Brensbach |

## Klima
Klimadiagramm Groß-Bieberau
|                       | Jan | Feb | Mär | Apr | Mai | Jun | Jul | Aug | Sep | Okt | Nov | Dez |   |      |
| Mittl. Tagesmax. (°C) | −2  | 3   | 8   | 15  | 18  | 23  | 23  | 24  | 18  | 12  | 5   | −2  | ⌀ | 12,1 |
| Mittl. Tagesmin. (°C) | −4  | −4  | −1  | 4   | 9   | 12  | 15  | 12  | 9   | 5   | −1  | −6  | ⌀ | 4,2  |
|                       |     |     |     |     |     |     |     |     |     |     |     |     |   |      |
| Niederschlag (mm)     | 83  | 64  | 30  | 61  | 109 | 78  | 104 | 91  | 82  | 92  | 93  | 113 | Σ | 1000 |

| −4 |

| −4 |

| −1 |

| 4 |

| 9 |

| 12 |

| 15 |

| 12 |

| 9 |

| 5 |

| −1 |

| −6 |

| −4 |

| −4 |

| −1 |

| 4 |

| 9 |

| 12 |

| 15 |

| 12 |

| 9 |

| 5 |

| −1 |

| −6 |

| N i e d e r s c h l a g | 83  | 64  | 30  | 61  | 109 | 78  | 104 | 91  | 82  | 92  | 93  | 113 |
|                         | Jan | Feb | Mär | Apr | Mai | Jun | Jul | Aug | Sep | Okt | Nov | Dez |

## Geschichte

### Ur- und Frühgeschichte
Die frühesten Zeugnisse menschlicher Anwesenheit auf Groß-Bieberauer Gemarkung datieren in die Jungsteinzeit, die Epoche der Sesshaftwerdung des Menschen. Unter anderem belegen dies Keramikscherben-Funde, die im Bereich des Flurs Morastrech gemacht wurden. Die frühe Besiedlung des Naturraums Reinheimer Hügelland ist den dort anzutreffenden günstigen Lebensbedingungen, wie etwa fruchtbaren Lößböden und reichlichen Wasservorkommen zu verdanken.
Aus den darauffolgenden urgeschichtlichen Epochen der Bronzezeit und der Eisenzeit sind ebenfalls archäologische Befunde aus Groß-Bieberau vorhanden. Zu überregionaler Bekanntheit schaffte es in diesem Zusammenhang der am südlichen Rand der Gemarkung liegende Berg Bensenböhlskopf. Dort befanden sich mindestens sieben Hügelgräber. Durch die Ausdehnung des Steinbruchs der OHI drohte deren Zerstörung. Ende der 1960er und Anfang der 1970er Jahre konnten die Hügelgräber durch archäologische Notgrabungen erfasst und dokumentiert werden. Die dabei sichergestellten Grabbeigaben sind im Museum Schloss Fechenbach in Dieburg ausgestellt.
In dem nur gut 1000 m vom Bensenböhlskopf entfernten ehemaligen Steinbruch Am ersten Grund, am Haslochberg, wurde ein Hortfund aus 8 Steggruppenringen und zwei Lochsicheln gemacht. Diese Artefakte datieren in die Urnenfelderkultur und befinden sich heute im Hessischen Landesmuseum Darmstadt.

### Mittelalter und Neuzeit

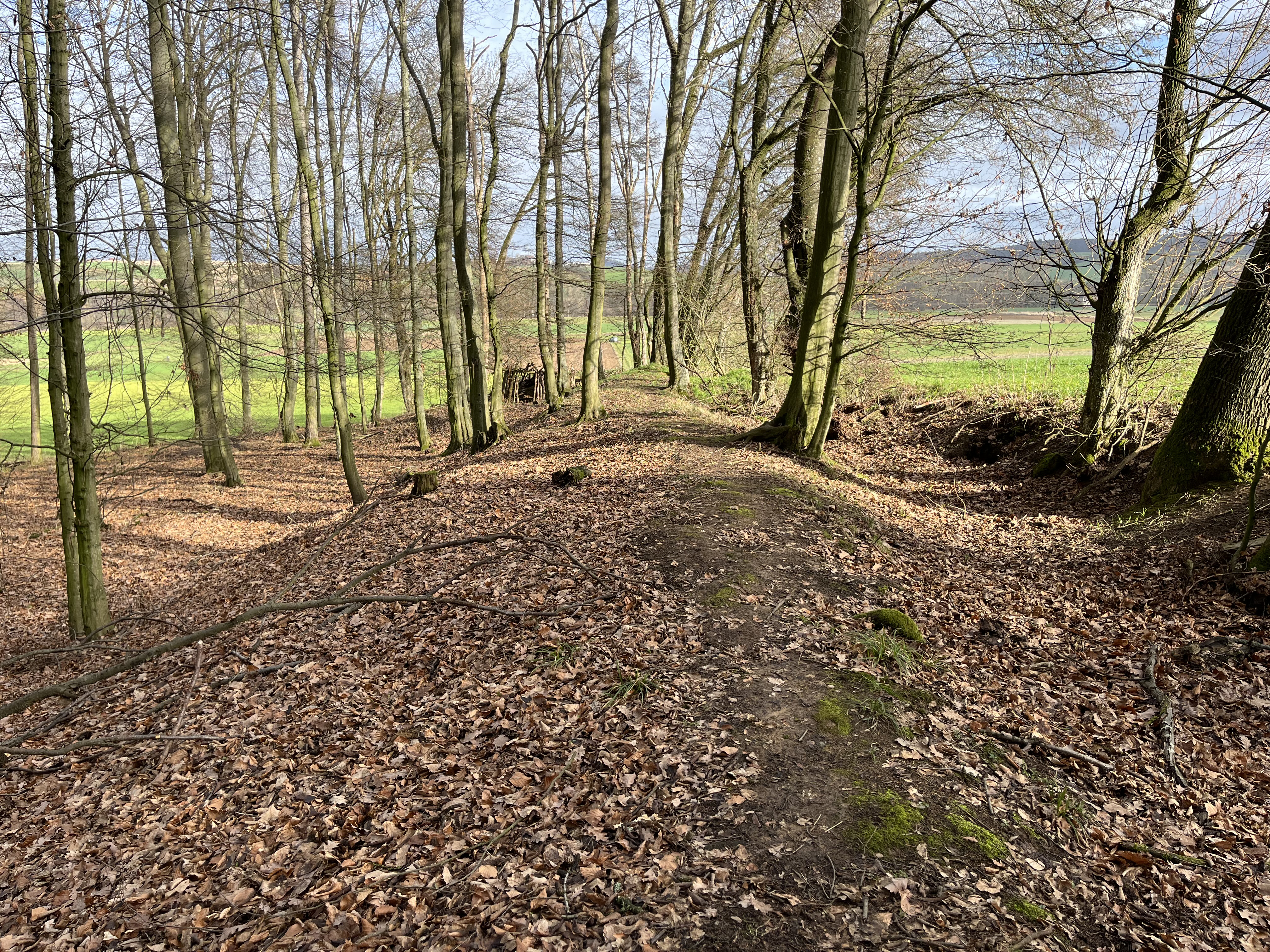
Die alte Landwehr bei Wersau war ein vermutlich mittelalterlicher Grenzwall auf der heutigen Gemarkungsgrenze zwischen Groß-Bieberau und Wersau. Sie ist in Teilen bis heute erhalten geblieben.

Die älteste bekannte Erwähnung des Ortes stammt aus der Zeit 780–795. Graf Diether VI. von Katzenelnbogen (* 1273; † 1315) zog mit König Heinrich VII. zur Kaiserkrönung nach Italien und erhielt 1312 zur Belohnung für seinen Einsatz in den blutigen Straßenschlachten von Rom die Stadtrechte für Lichtenberg und Groß-Bieberau. Groß-Bieberau war von 1312 bis 1479 im Besitz der Grafen von Katzenelnbogen und fiel 1479 der Landgrafschaft Hessen zu, nachdem die Linie der Grafen von Katzenelnbogen ausgestorben war. Groß-Bieberau lag im Gerichtsbezirk der Zent Oberramstadt. Die Zent war in sogenannte Reiswagen eingeteilt, denen jeweils ein Oberschultheiß vorstand, der dem Zentgrafen unterstellt war. Dieser Bezirk hatte einen Frachtwagen (Reiswagen) einschließlich Zugtieren und Fuhrknechten für Feldzüge bereitzustellen. Groß-Bieberau gehörte zum Großbieberauer Reiswagen, dem auch Waldhausen bestehend aus den Orten Niedernhausen, Billings, Meßbach und Nonrod sowie die Dörfer Rodau, Wersau und Steinau angehörten. Die gesamte Zent Oberramstadt war dem Amt Lichtenberg zugeteilt. Diese Einteilung bestand noch bis zum Beginn des 19. Jahrhunderts.
In den historischen Dokumenten ist der Ort unter folgenden Ortsnamen belegt (in Klammern das Jahr der Erwähnung): „Biberahe“, „Biberae villa“ (1267); „Bibera“ (1312); „Biberauwe“ (1326); „Bybera“ (1345); „Beberaw, Bieberaw“ (1422); „Büberauw, Büberauwe, Großenbibra“ (1514); „Großen Bieberaw“ (1671).
Der Dreißigjährige Krieg, den nur zwölf Einwohner überlebten, bedeutete einen herben Rückschlag für die Stadt. Die Landgrafschaft Hessen-Darmstadt ging dann 1806 im Großherzogtum Hessen auf.
Die Statistisch-topographisch-historische Beschreibung des Großherzogthums Hessen berichtet 1829 über Groß-Bieberau:

„Großbieberau (L. Bez. Reinheim) luth. Pfarrdorf; liegt 3⁄4 St. von Reinheim an dem Fischbach, der nicht weit von hier die Gersprenz erreicht, so wie an der von Darmstadt durch den Odenwald ziehenden Chaussee. Der Ort besteht aus 194 Häusern und 1408 Einw., die bis auf 10 Reform. 6 Kath. und 50 Juden alle lutherisch sind. Man findet eine, 1726, bis auf den Thurm neu erbaute Kirche, ein Pfarrhaus, eine Kaplaneiwohnung, ein 1800 neuerbautes Rathhaus, mit dem die Schule verbunden ist, 2 Mahlmühlen und 1 Ziegelhütte. Jährlich werden 4 Krämermärkte abgehalten. – König Heinrich VII. bewilligte 1312 dem Grafen Diether IV. von Katzenellenbogen für Großbieberau, so wie für Lichtenberg, die Freiheiten der Stadt Oppenheim, nebst dem Marktrechte, und im Jahr 1326 wurden Lichtenberg und Großbieberau durch einen schiedsrichterlichen Spruch als der Wittwensitz der Gräfin Catharine, Diether IV. hinterlassenen Gemahlin, bestätigt. Das Dorf war ein pfälzisches Lehen, womit namentlich 1398, Graf Eberhard von Katzenellenbogen, vom Pfalzgrafen Ruprecht belehnt wurde. Im Jahr 1422 wurde Großbieberau von Schenk Conrad von Erbach, Johann von Cronberg und Hans Kämmerer von Dalberg gebrandschatzt und verbrannt. Im 30jährigen Krieg hat der Ort sehr gelitten. Die pfälzische Lehenschaft dauerte bis in die neuesten Zeiten.“

### Eingemeindungen
Im Zuge der Gebietsreform in Hessen wurde zum 31. Dezember 1971 die bis dahin selbstständige Gemeinde Rodau auf freiwilliger Basis nach Groß-Bieberau eingegliedert. Für den Stadtteil Rodau wurde ein Ortsbezirk gebildet.

### Verwaltungsgeschichte im Überblick
Die folgende Liste zeigt die Staaten und Verwaltungseinheiten, denen Groß-Bieberau angehört(e):
- vor 1479: Heiliges Römisches Reich, Grafschaft Katzenelnbogen, Obergrafschaft Katzenelnbogen
- ab 1479: Heiliges Römisches Reich, Landgrafschaft Hessen (durch Erbfall), Obergrafschaft Katzenelnbogen
- ab 1567: Heiliges Römisches Reich, Landgrafschaft Hessen-Darmstadt, Obergrafschaft Katzenelnbogen, (1783: Amt Lichtenberg, Zent Oberramstadt, Großbieberauer Reiswagen)
- ab 1803: Heiliges Römisches Reich, Landgrafschaft Hessen-Darmstadt, Fürstentum Starkenburg, Amt Lichtenberg
- ab 1806: Großherzogtum Hessen,[Anm. 3] Fürstentum Starkenburg, Amt Lichtenberg[23]
- ab 1815: Großherzogtum Hessen, Provinz Starkenburg, Amt Lichtenberg
- ab 1821: Großherzogtum Hessen, Provinz Starkenburg, Landratsbezirk Reinheim[Anm. 4]
- ab 1832: Großherzogtum Hessen, Provinz Starkenburg, Landkreis Dieburg
- ab 1848: Großherzogtum Hessen, Regierungsbezirk Dieburg
- ab 1852: Großherzogtum Hessen, Provinz Starkenburg, Kreis Dieburg
- ab 1871: Deutsches Reich, Großherzogtum Hessen, Provinz Starkenburg, Kreis Dieburg
- ab 1918: Deutsches Reich, Volksstaat Hessen, Provinz Starkenburg, Kreis Dieburg
- ab 1938: Deutsches Reich, Volksstaat Hessen, Landkreis Dieburg
- ab 1945: Deutsches Reich, Amerikanische Besatzungszone, Groß-Hessen, Regierungsbezirk Darmstadt, Landkreis Dieburg
- ab 1946: Deutsches Reich, Amerikanische Besatzungszone, Hessen, Regierungsbezirk Darmstadt, Landkreis Dieburg
- ab 1949: Bundesrepublik Deutschland, Hessen, Regierungsbezirk Darmstadt, Landkreis Dieburg
- ab 1977: Bundesrepublik Deutschland, Hessen, Regierungsbezirk Darmstadt, Landkreis Darmstadt-Dieburg

### Gerichte
Groß-Bieberau gehörte zum Zentgericht Oberramstadt. In der Landgrafschaft Hessen-Darmstadt wurde mit Ausführungsverordnung vom 9. Dezember 1803 das Gerichtswesen neu organisiert. Für das Fürstentum Starkenburg wurde das Hofgericht Darmstadt als Gericht der zweiten Instanz eingerichtet. Die Rechtsprechung der ersten Instanz wurde durch die Ämter bzw. Standesherren vorgenommen.
Damit war für Groß-Bieberau das Amt Lichtenberg zuständig. Das Hofgericht war für normale bürgerliche Streitsachen Gericht der zweiten Instanz, für standesherrliche Familienrechtssachen und Kriminalfälle die erste Instanz. Übergeordnet war das Oberappellationsgericht Darmstadt. Die Zentgerichte hatten damit ihre Funktion verloren.
Mit der Bildung der Landgerichte im Großherzogtum Hessen war ab 1821 das Landgericht Lichtenberg das Gericht erster Instanz, zweite Instanz war das Hofgericht Darmstadt. Es folgten:
- ab 1848: Landgericht Reinheim (Verlegung von Lichtenberg nach Reinheim), zweite Instanz: Hofgericht Darmstadt
- ab 1879: Amtsgericht Reinheim, zweite Instanz: Landgericht Darmstadt
- ab 1968: Amtsgericht Darmstadt mit der Auflösung des Amtsgerichts Reinheim, zweite Instanz: Landgericht Darmstadt

## Bevölkerung

### Einwohnerstruktur 2011/2022
Nach den Erhebungen des Zensus 2011/Zensus 2022 lebten am Stichtag, dem 9. Mai 2011 / 15. Mai 2022, in Groß-Bieberau 4612/4704 Einwohner. Darunter waren 362/572 (7,8 % / 12,2 %) Ausländer, von denen 189/235 aus dem EU-Ausland, 151/235 aus anderen europäischen Ländern und 21/102 aus anderen Staaten kamen./ (Bis zum Jahr 2020 erhöhte sich die Ausländerquote auf 11,4 %.) Nach dem Lebensalter waren 810/785 Einwohner unter 18 Jahren, 1959/1733 zwischen 18 und 49, 996/1125 zwischen 50 und 64 und 849/1061 Einwohner waren älter./ Die Einwohner lebten in 1852/1311 Haushalten. Davon waren 471/? Singlehaushalte, 489/558 Paare ohne Kinder und 675/557 Paare mit Kindern, sowie 189/198 Alleinerziehende und 33/? Wohngemeinschaften./ In 340/232 Haushalten lebten ausschließlich Senioren und in 1273/845 Haushaltungen leben keine Senioren./

### Einwohnerentwicklung
| • 1791: | 588 Einwohner (mit Hippelsbach)             |
| • 1800: | 529 Einwohner (mit Hippelsbach)             |
| • 1806: | 896 Einwohner (mit Hippelsbach), 151 Häuser |
| • 1829: | 1408 Einwohner, 194 Häuser                  |
| • 1867: | 1607 Einwohner, 219 Häuser                  |

| Groß-Bieberau: Einwohnerzahlen von 1791 bis 2022 | Groß-Bieberau: Einwohnerzahlen von 1791 bis 2022 | Groß-Bieberau: Einwohnerzahlen von 1791 bis 2022 | Groß-Bieberau: Einwohnerzahlen von 1791 bis 2022 | Groß-Bieberau: Einwohnerzahlen von 1791 bis 2022 |
| --- | ------------------------------------------------ | ------------------------------------------------ | ------------------------------------------------ | ------------------------------------------------ |
| Jahr |                                                  |                                                  |                                                  | Einwohner                                        |
| 1791 | 1791                                             |                                                  | 588                                              | 588                                              |
| 1800 | 1800                                             |                                                  | 529                                              | 529                                              |
| 1806 | 1806                                             |                                                  | 896                                              | 896                                              |
| 1829 | 1829                                             |                                                  | 1.408                                            | 1.408                                            |
| 1834 | 1834                                             |                                                  | 1.432                                            | 1.432                                            |
| 1840 | 1840                                             |                                                  | 1.614                                            | 1.614                                            |
| 1846 | 1846                                             |                                                  | 1.654                                            | 1.654                                            |
| 1852 | 1852                                             |                                                  | 1.717                                            | 1.717                                            |
| 1858 | 1858                                             |                                                  | 1.530                                            | 1.530                                            |
| 1864 | 1864                                             |                                                  | 1.578                                            | 1.578                                            |
| 1871 | 1871                                             |                                                  | 1.565                                            | 1.565                                            |
| 1875 | 1875                                             |                                                  | 1.582                                            | 1.582                                            |
| 1885 | 1885                                             |                                                  | 1.526                                            | 1.526                                            |
| 1895 | 1895                                             |                                                  | 1.616                                            | 1.616                                            |
| 1905 | 1905                                             |                                                  | 1.763                                            | 1.763                                            |
| 1910 | 1910                                             |                                                  | 1.855                                            | 1.855                                            |
| 1925 | 1925                                             |                                                  | 1.806                                            | 1.806                                            |
| 1939 | 1939                                             |                                                  | 2.067                                            | 2.067                                            |
| 1946 | 1946                                             |                                                  | 2.851                                            | 2.851                                            |
| 1950 | 1950                                             |                                                  | 2.949                                            | 2.949                                            |
| 1956 | 1956                                             |                                                  | 3.053                                            | 3.053                                            |
| 1961 | 1961                                             |                                                  | 3.113                                            | 3.113                                            |
| 1967 | 1967                                             |                                                  | 3.291                                            | 3.291                                            |
| 1970 | 1970                                             |                                                  | 3.353                                            | 3.353                                            |
| 1972 | 1972                                             |                                                  | 3.759                                            | 3.759                                            |
| 1975 | 1975                                             |                                                  | 3.810                                            | 3.810                                            |
| 1980 | 1980                                             |                                                  | 3.833                                            | 3.833                                            |
| 1985 | 1985                                             |                                                  | 3.826                                            | 3.826                                            |
| 1990 | 1990                                             |                                                  | 3.928                                            | 3.928                                            |
| 1995 | 1995                                             |                                                  | 4.246                                            | 4.246                                            |
| 2000 | 2000                                             |                                                  | 4.542                                            | 4.542                                            |
| 2005 | 2005                                             |                                                  | 4.622                                            | 4.622                                            |
| 2010 | 2010                                             |                                                  | 4.564                                            | 4.564                                            |
| 2011 | 2011                                             |                                                  | 4.612                                            | 4.612                                            |
| 2015 | 2015                                             |                                                  | 4.730                                            | 4.730                                            |
| 2020 | 2020                                             |                                                  | 4.677                                            | 4.677                                            |
| 2022 | 2022                                             |                                                  | 4.704                                            | 4.704                                            |
| Datenquelle: Historisches Gemeindeverzeichnis für Hessen: Die Bevölkerung der Gemeinden 1834 bis 1967. Wiesbaden: Hessisches Statistisches Landesamt, 1968. Weitere Quellen: LAGIS; 1972; Hessisches Statistisches Informationssystem; Zensus 2011; Zensus 2022 Ab 1972 einschließlich der im Zuge der Gebietsreform in Hessen eingegliederten Orte. |                                                  |                                                  |                                                  |                                                  |

### Historische Religionszugehörigkeit
| • 1829: | 1342 lutheranische (= 95,31 %), 10 reformierte (= 0,71 %), 50 jüdische (= 3,55 %) und 6 katholische (= 0,43 %) Einwohner |
| • 1961: | 2645 evangelische (= 84,97 %), 414 katholische (= 13,30 %) Einwohner                                                     |
| • 1987: | 2900 evangelische (= 74,9 %), 555 katholische (= 14,3 %), 416 sonstige (= 10,8 %) Einwohner                              |
| • 2011: | 2633 evangelische (= 57,1 %), 743 katholische (= 16,1 %), 1236 sonstige (= 26,8 %) Einwohner                             |
| • 2022: | 2079 evangelische (= 44,2 %), 706 katholische (= 15,0 %), 1921 sonstige (= 40,8 %) Einwohner                             |

### Erwerbstätigkeit
Die Gemeinde im Vergleich mit Landkreis, Regierungsbezirk Darmstadt und Hessen:
|                                                   | Jahr | Gemeinde | Landkreis | Regierungsbezirk | Hessen    |
| ------------------------------------------------- | ---- | -------- | --------- | ---------------- | --------- |
| Sozialversicherungspflichtig Beschäftigte         | 2017 | 1.249    | 74.525    | 1.695.567        | 2.524.156 |
| Veränderung zu                                    | 2000 | −23,7 %  | +21,1 %   | +16,1 %          | +16,0 %   |
| davon Vollzeit                                    | 2017 | 70,7 %   | 68,3 %    | 72,8 %           | 71,8 %    |
| davon Teilzeit                                    | 2017 | 29,3 %   | 31,7 %    | 27,2 %           | 28,2 %    |
| Ausschließlich geringfügig entlohnte Beschäftigte | 2017 | 244      | 15.305    | 224.267          | 372.991   |
| Veränderung zu                                    | 2000 | −48,5 %  | +14,4 %   | +9,0 %           | +8,8 %    |

| Branche                         | Jahr | Gemeinde | Landkreis | Regierungsbezirk | Hessen |
| ------------------------------- | ---- | -------- | --------- | ---------------- | ------ |
| Produzierendes Gewerbe          | 2000 | 46,8 %   | 41,1 %    | 27,0 %           | 30,6 % |
|                                 | 2017 | 43,6 %   | 31,3 %    | 20,4 %           | 24,3 % |
| Handel, Gastgewerbe und Verkehr | 2000 | 40,8 %   | 26,1 %    | 26,4 %           | 25,1 % |
|                                 | 2017 | 34,1 %   | 26,8 %    | 24,7 %           | 23,8 % |
| Unternehmensdienstleistungen    | 2000 | 03,5 %   | 11,6 %    | 25,1 %           | 20,2 % |
|                                 | 2017 | 08,3 %   | 17,1 %    | 31,6 %           | 26,1 % |
| Sonstige Dienstleistungen       | 2000 | 08,4 %   | 18,8 %    | 20,1 %           | 22,5 % |
|                                 | 2017 | 13,5 %   | 23,6 %    | 23,0 %           | 25,4 % |
| Sonstiges (bzw. ohne Zuordnung) | 2000 | 00,5 %   | 02,4 %    | 01,4 %           | 01,5 % |
|                                 | 2017 | 00,5 %   | 03,8 %    | 00,3 %           | 00,4 % |

## Politik

### Stadtverordnetenversammlung
Die Kommunalwahl am 14. März 2021 lieferte folgendes Ergebnis, in Vergleich gesetzt zu früheren Kommunalwahlen:
| Sitzverteilung in der Stadtverordnetenversammlung 2021Insgesamt 23 Sitze - SPD: 6 - Grüne: 3 - FDP: 2 - CDU: 5 - FW: 7 | Wahl- jahr | Wahl- beteili- gung | Es entfielen auf die Wahlvorschläge von | Es entfielen auf die Wahlvorschläge von | Es entfielen auf die Wahlvorschläge von | Es entfielen auf die Wahlvorschläge von | Es entfielen auf die Wahlvorschläge von | Es entfielen auf die Wahlvorschläge von | Es entfielen auf die Wahlvorschläge von | Es entfielen auf die Wahlvorschläge von | Es entfielen auf die Wahlvorschläge von | Es entfielen auf die Wahlvorschläge von | Es entfielen auf die Wahlvorschläge von | Es entfielen auf die Wahlvorschläge von |
| Sitzverteilung in der Stadtverordnetenversammlung 2021Insgesamt 23 Sitze - SPD: 6 - Grüne: 3 - FDP: 2 - CDU: 5 - FW: 7 | Wahl- jahr | Wahl- beteili- gung | SPD                                     | SPD                                     | CDU                                     | CDU                                     | FWG                                     | FWG                                     | GRÜNE                                   | GRÜNE                                   | FDP                                     | FDP                                     | Insgesamt                               | Insgesamt                               |
| Sitzverteilung in der Stadtverordnetenversammlung 2021Insgesamt 23 Sitze - SPD: 6 - Grüne: 3 - FDP: 2 - CDU: 5 - FW: 7 | Wahl- jahr | %                   | %                                       | Sitze                                   | %                                       | Sitze                                   | %                                       | Sitze                                   | %                                       | Sitze                                   | %                                       | Sitze                                   | %                                       | Sitze                                   |
| Sitzverteilung in der Stadtverordnetenversammlung 2021Insgesamt 23 Sitze - SPD: 6 - Grüne: 3 - FDP: 2 - CDU: 5 - FW: 7 | 2021       | 55,8                | 24,8                                    | 6                                       | 20,7                                    | 5                                       | 33,4                                    | 7                                       | 12,7                                    | 3                                       | 8,4                                     | 2                                       | 100                                     | 23                                      |
| Sitzverteilung in der Stadtverordnetenversammlung 2021Insgesamt 23 Sitze - SPD: 6 - Grüne: 3 - FDP: 2 - CDU: 5 - FW: 7 | 2016       | 52,0                | 35,5                                    | 8                                       | 29,8                                    | 7                                       | 27,4                                    | 6                                       | –                                       | –                                       | 7,3                                     | 2                                       | 100                                     | 23                                      |
| Sitzverteilung in der Stadtverordnetenversammlung 2021Insgesamt 23 Sitze - SPD: 6 - Grüne: 3 - FDP: 2 - CDU: 5 - FW: 7 | 2011       | 56,2                | 35,2                                    | 8                                       | 28,3                                    | 7                                       | 22,4                                    | 5                                       | 8,4                                     | 2                                       | 5,7                                     | 1                                       | 100                                     | 23                                      |
| Sitzverteilung in der Stadtverordnetenversammlung 2021Insgesamt 23 Sitze - SPD: 6 - Grüne: 3 - FDP: 2 - CDU: 5 - FW: 7 | 2006       | 58,8                | 29,7                                    | 7                                       | 31,3                                    | 7                                       | 25.9                                    | 6                                       | 6,1                                     | 1                                       | 7,0                                     | 2                                       | 100                                     | 23                                      |
| Sitzverteilung in der Stadtverordnetenversammlung 2021Insgesamt 23 Sitze - SPD: 6 - Grüne: 3 - FDP: 2 - CDU: 5 - FW: 7 | 2001       | 67,1                | 33,9                                    | 8                                       | 51,8                                    | 12                                      | —                                       | —                                       | 6,1                                     | 1                                       | 9,0                                     | 2                                       | 100                                     | 23                                      |
| Sitzverteilung in der Stadtverordnetenversammlung 2021Insgesamt 23 Sitze - SPD: 6 - Grüne: 3 - FDP: 2 - CDU: 5 - FW: 7 | 1997       | 74,4                | 32,1                                    | 7                                       | 54,3                                    | 12                                      | —                                       | —                                       | 6,8                                     | 2                                       | 6,9                                     | 2                                       | 100                                     | 23                                      |

### Bürgermeister
Nach der hessischen Kommunalverfassung wird der Bürgermeister für eine sechsjährige Amtszeit gewählt, seit dem Jahr 1993 in einer Direktwahl, und ist Vorsitzender des Magistrats, dem in der Stadt Groß-Bieberau neben dem Bürgermeister ehrenamtlich ein Erster Stadtrat und sechs weitere Stadträte angehören. Bürgermeisterin ist seit dem 9. Juni 2020 Anja Dorothea Vogt (FWG). Sie wurde als Nachfolgerin von Edgar Buchwald (SPD), der nach zwei Amtszeiten nicht mehr zur Wahl antrat, am 2. Februar 2020 im ersten Wahlgang bei 58,24 Prozent Wahlbeteiligung mit 62,32 Prozent der Stimmen gewählt.
Amtszeiten der Bürgermeister
- 2020–2026 Anja Dorothea Vogt (FWG)[46]
- 2008–2020 Edgar Buchwald (SPD)
- 1984–2008 Werner Seubert (CDU)
- 1978–1984 Manfred Armbrecht (CDU)
- 1960–1978 Karl Steuernagel (SPD)
- 1945–1960 Georg Böhm (SPD)
- 1941–1945 Georg Daab VI.
- 1935–1941 Heinrich Dingeldein
- 1923–1935 Georg Daab X.
- 1906–1923 Friedrich Reinheimer XIII.
- 1882–1906 Friedrich Merz V.
- 1851–1882 Martin Rothenhäuser
- 1838–1850 Nikolaus Lehr
- 1831–1838 Matthäus Ruths
- 1822–1831 Johann Martin Lehr

### Ortsbezirke
Folgende Ortsbezirke mit Ortsbeirat und Ortsvorsteher nach der Hessischen Gemeindeordnung gibt es im Stadtgebiet:
- Ortsbezirk Rodau (Gebiete der ehemaligen Gemeinde Rodau). Der Ortsbeirat besteht aus fünf Mitgliedern.

### Wappen und Flagge
Wappen

Blasonierung: „In Blau ein steigender, rot bewehrter silberner Biber.“
Das Wappen wurde der Stadt Groß-Bieberau im damaligen Landkreis Darmstadt am 10. Juli 1957 durch den Hessischen Innenminister genehmigt.
In seiner heutigen Version wurde es durch den Bad Nauheimer Heraldiker Heinz Ritt gestaltet.
Der Biber ist ein redendes Wappenbild. In früheren Abbildungen wurde der Biber als schwarz auf goldenem Grund tingiert.
Flagge
Die Flagge wurde der Stadt am 6. März 1958 vom Hessischen Innenminister genehmigt und wird wie folgt beschrieben:
„Auf der breiten weißen Mittelbahn des rot-weiß-roten Flaggentuches das Gemeindewappen.“

### Städtepartnerschaften
- Montmeyran in Frankreich, Département Drôme seit 1972

- La Baume-Cornillane in Frankreich, Département Drôme

- Bělá pod Bezdězem in Tschechien

- Ogrodzieniec in Polen

- Scarlino in Italien, Toskana

- Millstadt  in USA, Illinois

- Schleusegrund in Deutschland, Thüringen

## Kultur und Sehenswürdigkeiten

### Kulturdenkmäler
Siehe Liste der Kulturdenkmäler in Groß-Bieberau

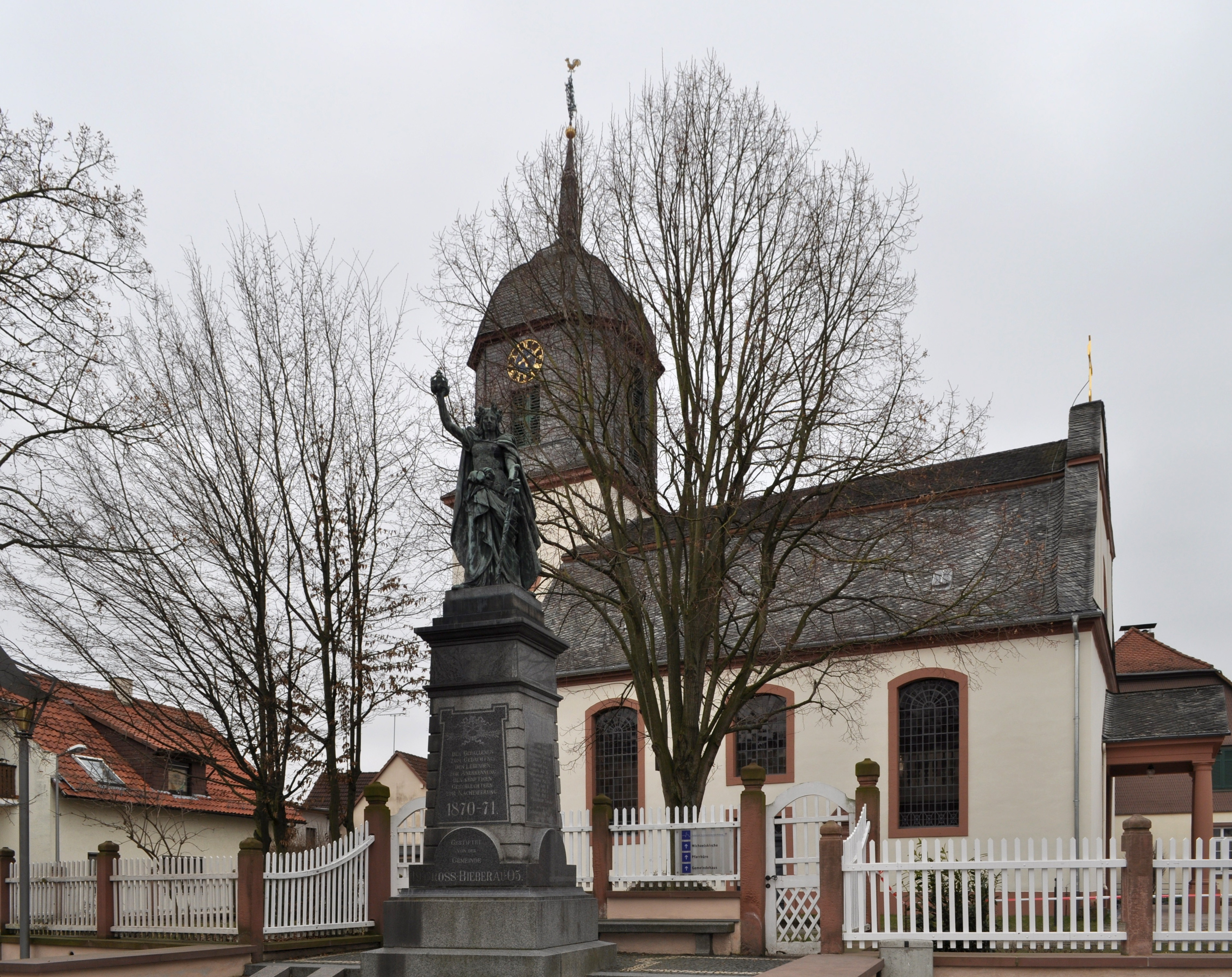
Kirche und Denkmal (2013)
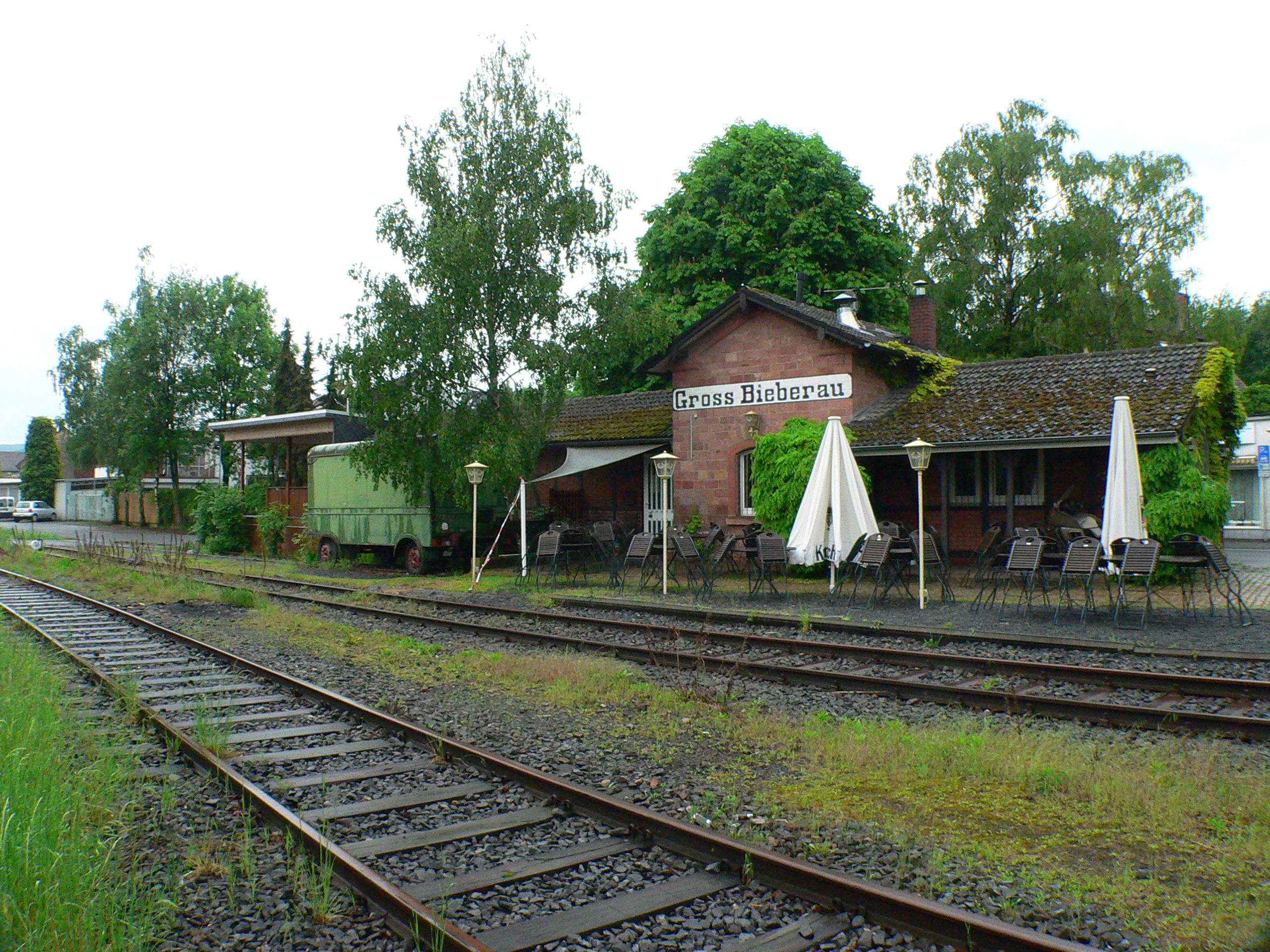
Bahnhof (2009)
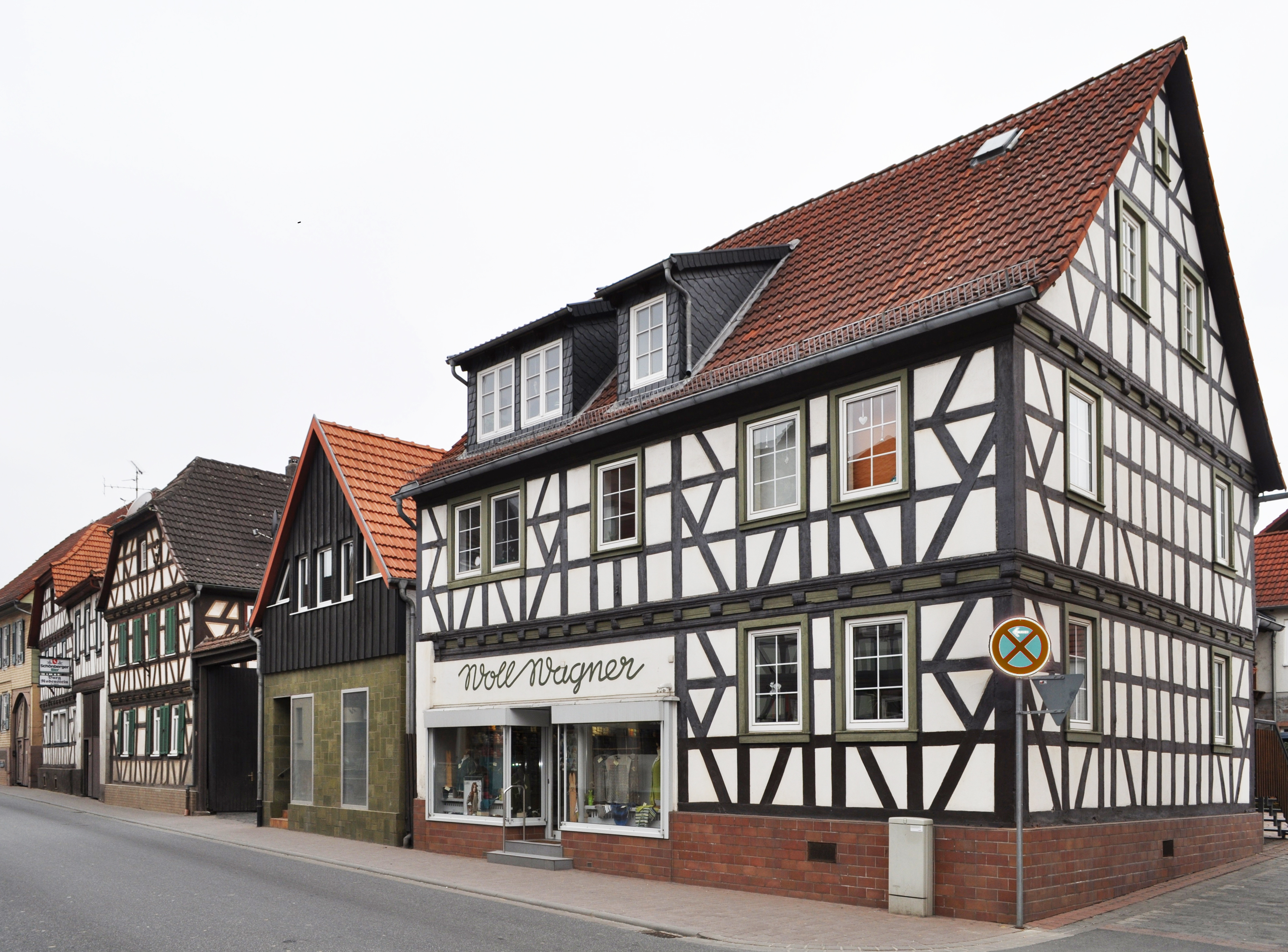
Alte Häuser (2013)

### Sport

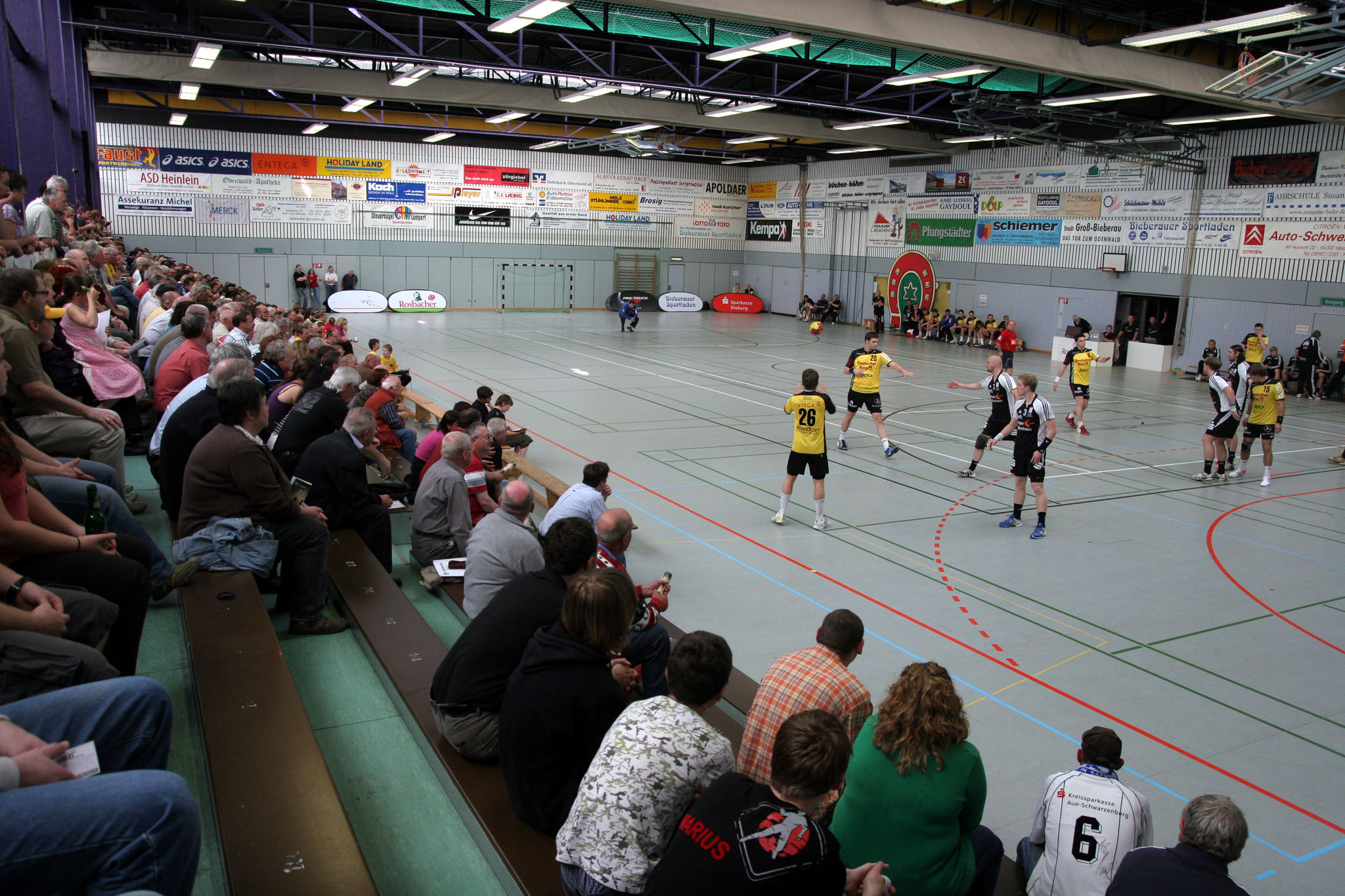
Die Großsporthalle Groß-Bieberau während eines Zweitligaspiels der TSG Groß-Bieberau.

Überregional bekannt ist der Sportverein TSG Groß-Bieberau. Die erste Männermannschaft spielt zur Zeit (2024/25) in der 3. Handball-Liga (Mitte).

### Regelmäßige Veranstaltungen
- Erster Sonntag im Juli: Pellkartoffelfest[52]
- Wochenende des letzten Sonntags im Oktober: Kerb[53]
- 1. Adventwochenende: Weihnachtsmarkt[54]

### Freizeit
Im November 2020 wurde ein Hörweg eröffnet. Er bietet eine akustische Entdeckungsreise in ein begehbares Stadtarchiv und führt zu besonderen Orten in Groß-Bieberau.

## Wirtschaft und Infrastruktur

### Flächennutzung
Das Gemeindegebiet umfasst eine Gesamtfläche von 1827 Hektar, davon entfallen in ha auf:
| Nutzungsart             | Nutzungsart             | 2011 | 2015 |
| ----------------------- | ----------------------- | ---- | ---- |
| Gebäude- und Freifläche | Gebäude- und Freifläche | 129  | 131  |
| davon                   | Wohnen                  | 79   | 81   |
|                         | Gewerbe                 | 15   | 16   |
| Betriebsfläche          | Betriebsfläche          | 7    | 7    |
| davon                   | Abbauland               | 1    | 1    |
| Erholungsfläche         | Erholungsfläche         | 6    | 6    |
| davon                   | Grünanlage              | 2    | 2    |
| Verkehrsfläche          | Verkehrsfläche          | 109  | 109  |
| Landwirtschaftsfläche   | Landwirtschaftsfläche   | 895  | 892  |
| davon                   | Moor                    | 0    | 0    |
|                         | Heide                   | 0    | 0    |
| Waldfläche              | Waldfläche              | 657  | 657  |
| Wasserfläche            | Wasserfläche            | 20   | 20   |
| Sonstige Nutzung        | Sonstige Nutzung        | 5    | 5    |

### Bildung

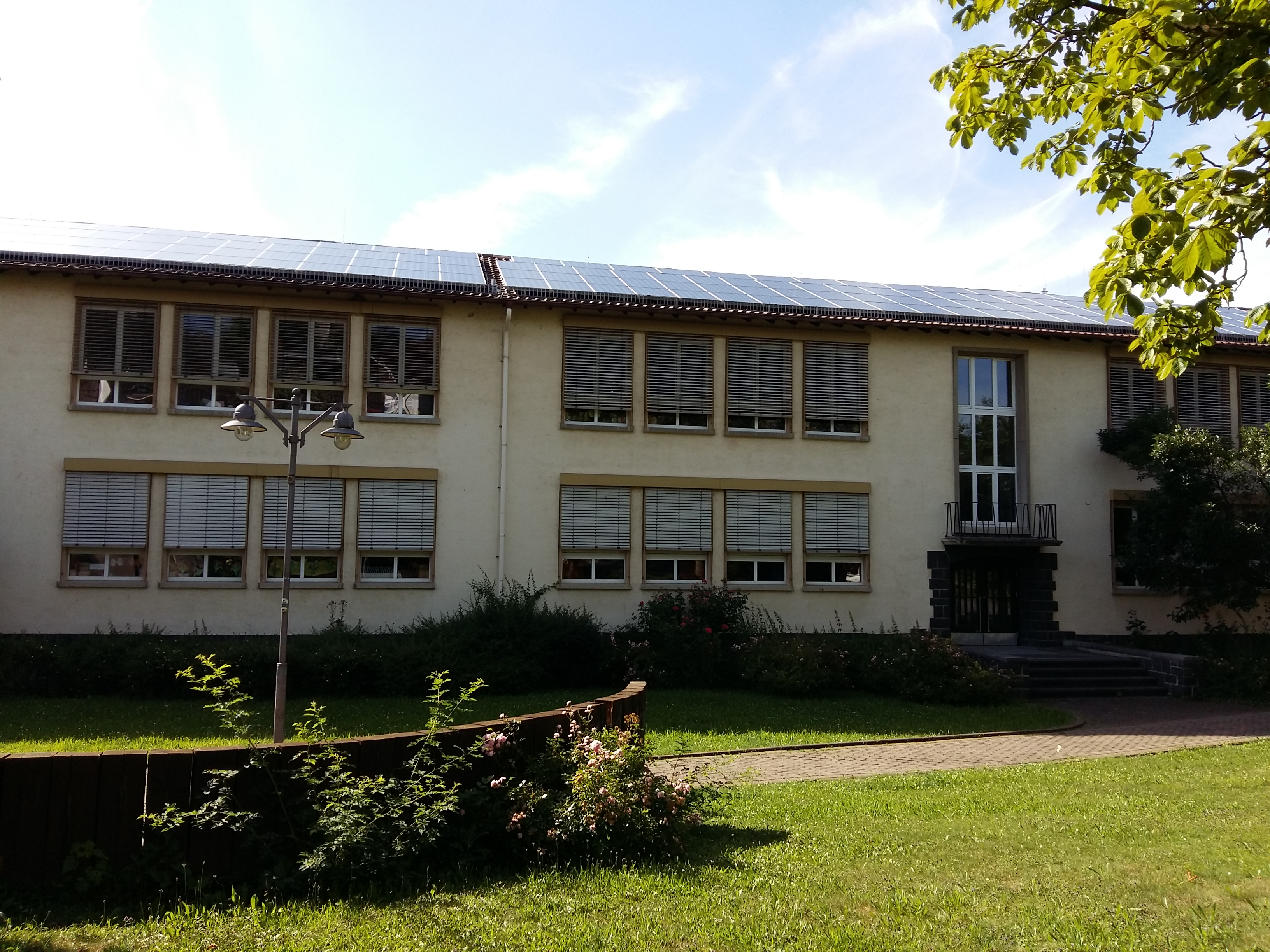
Haslochbergschule

- Die Albert-Einstein-Schule (AES) ist eine kooperative (schulformbezogene; früher: additive) Gesamtschule, die in ihren Ursprüngen auf die im Jahre 1900 gegründete Höhere Bürgerschule Groß-Bieberau zurückgeht. Ihre direkte Vorstufe war das Schulzentrum Odenwald, eine gemeinsame Gründung Groß-Bieberaus und der Schulverbandsgemeinden, die nach der Gebietsreform zum Teil dem Odenwaldkreis zugeordnet wurden.

Unter der AES befindet sich ein Schutzraumbauwerk (ehemaliges Hilfskrankenhaus mit 1000 Betten).
- Haslochbergschule (Grundschule)

### Urlaubsregion
Der Odenwald wird als Urlaubsregion immer beliebter. Groß-Bieberau liegt am nördlichen Rand des Odenwaldes und wird auch als das „Tor zum Odenwald“ bezeichnet. Der nahegelegene Hausberg ist die Neunkircher Höhe in 605 m Höhe. Das weithin sichtbare Schloss Lichtenberg liegt in der Nachbargemeinde Fischbachtal, im Ortsteil Lichtenberg, in 278 m Höhe.

### Verkehr
Die einstige Gersprenztalbahn (Reinheim – Reichelsheim) ist stillgelegt. Zwischen Reinheim und Groß-Bieberau findet zurzeit kein Güterverkehr statt, es wird allerdings über eine Reaktivierung der Strecke mit den Parteien der nächstgelegenen Gemeinden diskutiert. Diese Strecke wird von der Buslinie 693 bedient, die den Anschluss zur Odenwaldbahn (Frankfurt–Darmstadt–Eberbach) herstellt. Außerdem verkehren die Buslinien MO2 (Reinheim–Niedernhausen–Neunkirchen–Brandau), MO3 (Reinheim–Groß-Bieberau–Asbach–Ernsthofen), NH (Darmstadt–Roßdorf–Reinheim-Georgenhausen–Groß-Bieberau–Niedernhausen) und die Schnellbuslinie RHX (Darmstadt–Reinheim-Georgenhausen–Reinheim–Groß-Bieberau Schule).

### Ansässige Unternehmen
- Odenwälder Hartstein-Industrie
- Senator

## Persönlichkeiten

### Söhne und Töchter der Stadt
- Georg Schönberger (1838–1923), Besitzer der Brauerei Schönberger in Groß-Bieberau und Landtagsabgeordneter
- Adolf Morneweg (1851–1909), deutscher Politiker und Oberbürgermeister von Darmstadt
- Georg Friedrich Böhm (1861–1922), Kartoffelzüchter
- Friedrich Merz (1884–1979), deutscher Unternehmer, Apotheker und Pharmazeut, Ehrenbürger von Groß-Bieberau
- Karl (Carl) Böhm (1888–1969), Architekt
- Ernst Meyer (1888–1968), Schliemann-Forscher
- Karl-Heinz Bergsträßer (1937–2025), Handballtrainer
- Gerhard Merz (1952–2024), Politiker
- Lisa Mößinger (* 1990), Handballspielerin

### Mit der Stadt verbundene Persönlichkeiten
- Winfried Wackerfuß (* 1943), Historiker und Lehrer